# Valle del Fersina
El valle del Fersina (Bernstol en mócheno, Fersental en alemán, Valle dei Mòcheni en italiano) es un valle en la provincia autónoma de Trento, noreste de Italia, recorrida por el río Fersina, desde su nacimiento hasta la ciudad de Pergine Valsugana.
Desde el siglo XIV el valle ha sido hogar de la población de habla mócheno de origen bávaro, y es un enclave lingüístico de la lengua móchena, una variedad del alto alemán.

## Montañas
El valle está rodeado por los picos del sector occidental del macizo Lagorai y es rico en pastos y bosques, en particular alerces y abetos.
Las principales montañas que rodean el valle son:
- Monte Ruioch - 2.432 m
- Sasso Rotto - 2.398 m
- Cima Sette Selle - 2.394 m
- Monte Gronlait - 2.383 m
- Monte Fravort - 2.347 m
- Monte Conca - 2.301 m
- Pizzo Alto - 2.264 m
- Cima Cagnon - 2.235 m
- Dosso di Costalta - 1.955 m (que divide el valle de la Meseta de Piné).

## Municipios
El valle del Fersina comprende los municipios de Fierozzo (Gamoa 'va Vlarötz), Frassilongo (Gamoa' va Garait), Palù del Fersina (Gamoa 'va Palae) y Sant'Orsola Terme (el pueblo más grande y más poblado, de lengua italiana, como toda la parte meridional del flanco occidental del valle). También comprende parte de los municipios de Vignola-Falesina (particularmente la fracción de Falesina) y Pergine Valsugana (fracciones de Viarago, Canezza, Serso y Zivignago).
Su economía es básicamente agrícola: renombrado el cultivo de bayas (fresas, frambuesas, moras, arándanos, etc.), desarrollado especialmente en los últimos veinte años.
La raza Pezzata Mòchena de cabra doméstica se origina en el valle.